# رینگ آی‌دی
رینگ آی دی (به انگلیسی: ringID) نام یک پلتفرم شبکه اجتماعی است که توسط شرکت رینگ توسعه و تولید یافته است و رقیب تلگرام، وایبر، واتس‌اپ، و تانگو است.

## معرفی
رینگ آی دی نرم‌افزار کاربردی است که این امکان را فراهم می‌سازد تا حتی با سرعت‌های پایین اینترنت بتوان تصاویری با کیفیت اچ دی را برای مخاطبین فرستاد، با این نرم‌افزار می‌توان علاوه بر فرستادن پیامکهای متنی، تماس‌های صوتی و تصویری نیز با مخاطبین برقرار کرد؛ و با سرعت اینترنت پایین پیام‌های تصویری با کیفیت اچی دی را در زمان کوتاه ارسال کرد.

## سایت
- http://www.ringid.com/#/